# Provedor dos Defuntos e Ausentes
Cargo da administração real portuguesa encarregado da arrecadação, administração e conhecimento de todas as causas referentes aos bens dos defuntos e ausentes que não deixassem procuradores nomeados em seus testamentos. No Brasil e em outras colônias de Portugal, o cargo foi regulamentado pelo regimento de 1613. De acordo com este ato, ao provedor competia ir à casa da pessoa falecida sem herdeiros e fazer o inventário dos bens móveis e de raiz, escrituras e papéis. Os bens móveis seriam enviados para leilão em praça pública, já os imóveis, seriam leiloados apenas com o consentimento dos herdeiros. Se a pessoa falecida fosse tivesse dívidas, estas seriam pagas com sua própria fazenda. Os provedores também ficavam responsáveis pelos sepultamentos e testamentos, caso houvesse legados por sua alma ou para obras pias (PORTUGAL, 1855). 
No Brasil, o cargo foi extinto pela lei de 3 de novembro de 1830, que transferiu a administração dos bens dos defuntos e ausentes para a esfera de atuação dos juízes de órfãos.
Referências
PORTUGAL. Regimento dos oficiais da Fazenda dos Defuntos e Ausentes. Coleção cronológica da legislação portuguesa compilada e anotada por José Justino de Andrade e Silva. Legislação de 1613-1619. Lisboa, p. 69-78, 1855. 
PROVEDORES/Provedorias dos Defuntos e Ausentes. In: DICIONÁRIO da Administração Pública Brasileira do Período Colonial (1500-1822), 2013. (Memória da Administração Pública Brasileira).
1. ↑  «ICS». www.governodosoutros.ics.ul.pt. Consultado em 3 de julho de 2024
2. ↑  «Portal da Câmara dos Deputados». www2.camara.leg.br. Consultado em 3 de julho de 2024
3. ↑  «ICS». www.governodosoutros.ics.ul.pt. Consultado em 3 de julho de 2024
4. ↑  «PROVEDOR/Provedores dos Defuntos e Ausentes». Abril de 2013. Consultado em 3 de julho de 2024